# Alfred Moses (homme politique)
Pour les articles homonymes, voir Moses.
Alfred Moses est un homme politique canadien né le 4 juillet 1977 à Fort McPherson (Territoires du Nord-Ouest) et mort le 26 juillet 2022 à Inuvik (Territoires du Nord-Ouest)[réf. nécessaire].

## Biographie
Alfred Moses est élu député de la circonscription électorale d'Inuvik Boot Lake (en) à l'Assemblée législative des Territoires du Nord-Ouest lors des élections territoriales du 3 octobre 2011. Il occupe notamment les fonctions de ministre du Logement au sein du conseil des ministres formé par le premier ministre Bob McLeod. Il ne se représente pas lors des élections territoriales de 2019.